# 堰沢結衣
堰沢 結衣（せぎざわ ゆい、2007年2月17日  - ）は、日本の女優、ファッションモデル。
東京都出身。ソニー・ミュージックエンタテインメントに所属していた。

## 来歴
- 2007年2月17日、長女として堰沢家で生まれる。
- 2008年、ウォーターブルーに入所し、芸能界デビュー。
- 2017年4月 - 2020年3月、天才てれびくんYOUでてれび戦士として、出演。
- 2020年10月 - ACT芸能進学校 入学[2]。
- 2021年、ソニーミュージックエンターテイメントに移籍。
- 2023年現在ソニーのプロフィール欄が削除されているため退所した模様。

## 略歴
以前はウォーターブルーに所属し、子役として活動していた。
天才てれびくんを卒業。その後、ソニー・ミュージックエンタテインメントに移籍した。

## 人物
特技は書道、歌唱。
ウォーターブルーに所属している、堰沢結愛と堰沢結萌は妹。

## 出演作品

### テレビドラマ
- 捜査一課・澤村慶司（2012年、フジテレビ） - 狭間千恵美（幼少） 役
- 書店員ミチルの身の上話（2012年、NHK総合） - 古川ミチル（幼少） 役、古川千秋（幼少） 役
- 捜査検事・近松茂道13（2013年、テレビ東京） - 芦田景子（幼少） 役
- テレビ朝日55周年記念ドラマ オリンピックの身代金（2013年、テレビ朝日） - 島崎明子 役
- 浅見光彦 第49作「不等辺三角形」（2013年、フジテレビ） - 正岡美誉（幼少） 役
- 町医者ジャンボ（2013年、日本テレビ）
- 若者たち（2014年、フジテレビ） - 山原萌菜 役
- 天才探偵ミタライ 傘を折る女（2014年、フジテレビ）
- 信州山岳刑事 道原伝吉（2014年、テレビ東京） - 佐藤久美（幼少） 役
- ウロボロス（2014年・2015年、TBSテレビ） - ようこ 役
- 硝子の葦（2015年、WOWOW） - 幸田節子（幼少） 役
- JKは雪女（2015年、TBSテレビ）  - 冬城咲雪（幼少） 役
- グッドモーニングコール（2016年、フジテレビ） - 吉川菜緒（幼少） 役
- 検事の死命（2015年、テレビ朝日）
- 仮面ライダーゴースト（2015年 - 2016年、テレビ朝日） - 深海カノン（幼少） 役
- ほんとにあった怖い話　夏の特別編2017（2017年、フジテレビ） - ほん怖クラブ2017メンバーズ
- 家政夫のミタゾノ（2016年、テレビ朝日）第2話 - 木杉璃子 役
- バイプレイヤーズ（2017年、テレビ東京）第4話 - 茉莉 役
- ソレダメ!〜あなたの常識は非常識!?〜（2017年、テレビ東京）
- ドラマ10「ツバキ文具店〜鎌倉代書屋物語〜」（2017年、NHK総合） - 雨宮鳩子（少女期） 役
- 渋谷先生がだいたい教えてくれる 第9話（2022年5月31日、TOKYO MX） - 本人 役
- 壁サー同人作家の猫屋敷くんは承認欲求をこじらせている（2022年10月3日 - 、ABCテレビ） - 佐藤鞠音 役[3]

### 映画
- 任侠野郎（2015年） - 正岡時子（幼少） 役
- 人狼ゲームプリズンブレイク（2016年） - 乾朱莉（幼少） 役
- L－エル－（2016年） - L（幼少） 役
- 美しすぎる議員（2019年）
- きさらぎ駅 - 大園葵 役（2022年）[4]

### テレビ番組
- いないいないばあっ!（2008年、NHK Eテレ） - レギュラー
- MUSIC JAPAN（2014年、NHK総合） - くまモンキッズダンサー

### バラエティ番組
- おはよう!アンパンマン（2015年、CS日テレ） - キッズレポーター
- 天才てれびくんYOU（2017年 - 2019年、NHK Eテレ） - てれび戦士[注釈 2]

### CM
- カルピス（2013年）
- 薬用ミューズ（2013年）
- 東京ガス（2013年）
- スシロー（2014年）
- バンダイ「GO!プリンセスプリキュアミュージックプリンセスパレス」（2015年）
- 日本マクドナルド「ハッピーセット」ドラムロール編（2016年）
- 明治「明治ブルガリアヨーグルト」研究所からの想い編（2016年）
- 日本マクドナルド「ハッピーセット」ムーミン篇（2016年）
- ポケモンカードゲームXY11「爆熱の闘士」「冷酷の反逆者」（2016年）
- バンダイ、ファインディング・ドリー「おしゃべりぬいぐるみ」（2016年）
- バンダイ、ファインディング・ドリー「パタパタフィッシュ」（2016年）
- 三協フロンテア「FLYING SPACE」篇（2017年）
- タキヒヨー（2017年）
- Z会小学生2017「Z会のある生活」（2017年）
- 集英社「毎日新聞元旦広告」（2018年）スチール
- 損保ジャパン日本興亜「傘の花」（2018年）
- 静岡新聞（2018年）

### ウェブ配信
- 市進教育グループ イメージムービー 市進SONG（2016年）
- NEC グランクオリティ（2016年）

### ウェブアニメ
- MSD（2015年） - お姉ちゃん 役

### その他のコンテンツ
2022年度「駿台予備校イメージモデル」

## 書籍

### 雑誌連載
- ニコ☆プチKIDS （2014年） - 専属モデル

### 機関誌
- パンフレット「花王」（2012年）
- パンフレット「ベネッセこどもちゃれんじ」（2012年）
- カタログ「日立LED照明」（2014年）